# İntikam
 (décembre 2012).
İntikam (Vengeance) est une série télévisée turque. La série compte parmi ses acteurs principaux Beren Saat, Nejat İşler et Mert Fırat.

## Acteurs principaux
- Beren Saat : Yağmur Özden
- Nejat İşler : Rüzgar Denizci
- Mert Fırat : Emre Arsoy
- Engin Hepileri : Hakan Eren
- Zafer Algöz : Haldun Arsoy
- Arzu Gamze Kılınç : Şahika Arsoy
- Ezgi Eyüboğlu : Cemre Arsoy
- Dilşat Çelebi : Aslı Sağlam

## Distribution internationale
| Pays                | Canal    | Date           | Titre de diffusion |
| ------------------- | -------- | -------------- | ------------------ |
| Turquie             | Kanal D  | 3 janvier 2013 | İntikam            |
| Chypre du Nord      | Kanal D  | 3 janvier 2013 | İntikam            |
| Émirats arabes unis | OSN      | 22 avril 2013  | انتقام             |
| Arabie saoudite     | OSN      | 22 avril 2013  | انتقام             |
| Égypte              | OSN      | 22 avril 2013  | انتقام             |
| Syrie               | OSN      | 22 avril 2013  | انتقام             |
| Maroc               | OSN      | 22 avril 2013  | انتقام             |
| Tunisie             | OSN      | 22 avril 2013  | انتقام             |
| Liban               | OSN      | 22 avril 2013  | انتقام             |
| Qatar               | OSN      | 22 avril 2013  | انتقام             |
| Irak                | OSN      | 22 avril 2013  | انتقام             |
| Pakistan            | Geo TV   | 2013           |                    |
| Serbie              | AXN Spin | 3 avril 2017   | Osveta             |